# Erfolgsrechnung
Die Erfolgsrechnung ist in der Betriebswirtschaftslehre und im Rechnungswesen eine Methode zur Ermittlung des betriebswirtschaftlichen Erfolgs eines Unternehmens innerhalb einer bestimmten Rechnungsperiode.

## Allgemeines
Der Erfolg eines Unternehmens zeigt sich in seiner Erfüllung des Unternehmensziels der Gewinnmaximierung oder Kostendeckung. „Erfolg“ oder „Ergebnis“ sind in der Betriebswirtschaftslehre neutrale Begriffe, die sowohl einen Jahresüberschuss als auch einen Jahresfehlbetrag bedeuten können. Auch Zwischensummen bis zum Endergebnis Jahresüberschuss/Jahresfehlbetrag gelten als Erfolgsrechnung.
Die Vereinheitlichung der Grundbegriffe der Erfolgsrechnung (Aufwand, Erfolg, Erlös, Ertrag, Kosten oder Leistung) geht auf Erwin Geldmacher zurück, der 1929 deren uneinheitliche Verwendung in der Betriebswirtschaftslehre kritisierte. Betriebserfolg ist für ihn der Unterschied zwischen Zweckertrag und Kosten.

## Arten der Erfolgsrechnung
Erfolgsrechnungen können auf der handelsrechtlichen Erfolgsrechnung (Gewinn- und Verlustrechnung), der internen kalkulatorischen „Betriebsergebnisrechnung“, der Steuerbilanz oder einer Kapitalflussrechnung beruhen:
| Art der Erfolgsrechnung     | positives Ergebnis                 | negatives Ergebnis                  |
| --------------------------- | ---------------------------------- | ----------------------------------- |
| Gewinn- und Verlustrechnung | Jahresüberschuss oder Bilanzgewinn | Jahresfehlbetrag oder Bilanzverlust |
| Betriebsergebnisrechnung    | Betriebsgewinn                     | Betriebsverlust                     |
| Steuerbilanz                | steuerlicher Gewinn                | steuerlicher Verlust                |
| Kapitalflussrechnung        | Einzahlungsüberschuss              | Auszahlungsüberschuss               |

In der Betriebsergebnisrechnung als kurzfristiger Erfolgsrechnung wird mit dem Betriebsergebnis der sachzielbezogene Erfolg einer Rechnungsperiode ermittelt, in dem diejenigen Kosten und Erlöse gegenübergestellt werden, die zum Produktionsprogramm als dem Sachziel des Unternehmens gehören. Ihr Ergebnis sind der Betriebsgewinn oder Betriebsverlust. Steuerlicher Gewinn und steuerlicher Verlust sind die Ergebnisse der Steuerbilanz, die bei der Gewinnermittlung durch Betriebsvermögensvergleich steuerrechtliche Vorschriften berücksichtigt. Steuerlicher Gewinn bzw. Verlust ist der Unterschied zwischen dem Betriebsvermögen am Ende des Wirtschaftsjahres und dem am Ende des vorausgegangenen Wirtschaftsjahres.
Zudem gibt es noch die kurzfristige Erfolgsrechnung. Materielle Unterschiede zwischen Erfolgsrechnung und kurzfristiger Erfolgsrechnung gibt es nicht. Letztere kann Aufwand und Erträge gegenüberstellen und wird über kürzere Rechnungsperioden als ein Jahr vorgenommen, etwa vierteljährlich, monatlich oder sogar täglich. Die kurzfristige Erfolgsrechnung wurde bereits zu Beginn der betriebswirtschaftlichen Forschung thematisiert. Eugen Schmalenbach veröffentlichte zwischen 1909 und 1914 drei Aufsätze mit wichtigen Anregungen zur Einführung einer kurzfristigen Erfolgsrechnung. Die kurzfristige Erfolgsrechnung verbindet die Kostenträgerzeitrechnung mit der Erlösrechnung, indem sie Kosten und Erlöse gegenüberstellt und aus ihrem Saldo den Periodenerfolg ermittelt. Einige Autoren nennen die kurzfristige Erfolgsrechnung auch Nachkalkulation. Die Nachkalkulation verfolgt jedoch primär den Zweck, die Kosten eines Kostenträgers nachträglich genau zu ermitteln. Ihr fehlt die Erlösrechnung, die innerhalb der kurzfristigen Erfolgsrechnung vorgenommen wird.
Während bei der retrograden Erfolgsrechnung die Erlöse der Ausgangspunkt sind und sukzessive Kosten hiervon abgezogen werden (wie bei der Deckungsbeitragsrechnung), stehen bei der progressiven Erfolgsrechnung die Kosten im Vordergrund, denen sukzessive die Erlöse gegenübergestellt werden.
Im internen Rechnungswesen ist die Kosten- und Leistungsrechnung eine Gegenüberstellung von Erlösen und Kosten.	Für gemeinwirtschaftliche Unternehmen verwendet man neben der vergleichbaren Aufwands- und Ertragsrechnung auch Maßstäbe wie die Sozialbilanz durch Gegenüberstellung von sozialem Nutzen und sozialen Kosten.

## Wirtschaftliche Aspekte
Das rechentechnische Instrument zur Ermittlung und Analyse der Erfolgsquellen ist Wolfgang Kilger zufolge neben der Kostenrechnung die Erfolgsrechnung. Erfolgsrechnungen ermöglichen eine Erfolgsanalyse, wobei sowohl eine Kostenkontrolle als auch die Kontrolle der Ertragslage vorgenommen werden können. Hierdurch lassen sich mögliche Schwachstellen wie Engpässe, unproduktive Arbeit oder Unwirtschaftlichkeiten aufdecken. Auf ihren Ergebnissen bauen das Kosten- und Ertragsmanagement auf.